# Erick Bellomo
Erick Ringis Bellomo (San Paolo, 3 marzo 1978) è un giocatore di calcio a 5 brasiliano naturalizzato italiano.

## Carriera

### Club
Iniziò a giocare a calcio a 5 all'età di otto anni. Per un breve periodo ha giocato anche nel calcio a 11 nelle file del São Paulo. Finita l'esperienza in Brasile, si è trasferito in Italia dove ha militato dapprima nella Lazio Colleferro sino alla stagione 2006-07 e poi alla Marca dove ha giocato sino al dicembre del 2011 per poi passare in prestito al Venezia. Svincolato dal club lagunare, il 17 luglio 2013 passa a titolo definitivo alla Luparense ma già nella sessione invernale di calciomercato è ceduto al Gruppo Fassina, militante in serie A2. Nella stagione seguente si accorda con la CAME Dosson, con cui vince nel 2016 la Coppa Italia di Serie A2 e rimanendovi sino al 2019. Dopo le due stagioni 2019-2021 giocate con l'Atletico Nervesa, dalla stagione 2021-22 si trasferisce al Città di Mestre dove raggiunge il secondo posto ed i playoff per la serie A1. Nella stagione successiva 2022-23 il Città di Mestre si qualifica sesto raggiungendo i playoff e la promozione diretta nella nuova Serie A2 Élite 2023-24.

### Nazionale
In possesso della doppia cittadinanza, esordisce con la nazionale italiana il 17 gennaio 2006 nell'incontro amichevole contro il Portogallo vinto dagli azzurri per 2-1.

## Palmarès

### Club

#### Competizioni nazionali
- Campionato italiano: 1
Marca: 2010-11
- Supercoppa italiana: 2
Marca: 2010
Luparense: 2013
- Campionato di Serie A2: 1
CAME Dosson: 2015-16 (girone A)
- Coppa Italia di Serie A2: 1
CAME Dosson: 2015-16